# Letheobia newtoni
Letheobia newtoni — вид змій родини сліпунів (Typhlopidae). Ендемік Сан-Томе і Принсіпі.

## Поширення і екологія
Letheobia newtoni мешкають на островах Сан-Томе, Ролаш і Принсіпі у Гвінейській затоці. Вони живуть у первинних і вторинних вологих тропічних лісах.